# Eriolaena spectabilis
Eriolaena spectabilis är en malvaväxtart som först beskrevs av Dc., och fick sitt nu gällande namn av Jules Émile Planchon och Maxwell Tylden Masters. Eriolaena spectabilis ingår i släktet Eriolaena och familjen malvaväxter. Inga underarter finns listade i Catalogue of Life.